# Punta del Este Street Circuit
Het Punta del Este Street Circuit is een stratencircuit in Punta del Este, Uruguay. Op 13 december 2014 wordt de derde Formule E-race op dit circuit verreden. Het circuit loopt langs de haven van Punta del Este, ook wel het Monte Carlo van Zuid-Amerika genoemd, en is gebaseerd op het voormalige TC2000-circuit.

## Winnaars
Formule E:
| Jaar | Rijder           |
| ---- | ---------------- |
| 2014 | Sébastien Buemi  |
| 2015 | Sébastien Buemi  |
| 2018 | Jean-Éric Vergne |

| Circuits in 2024-2025: | São Paulo · Mexico-Stad · Jeddah · Miami (Homestead) · Monte Carlo · Tokio · Shanghai · Jakarta · Berlijn (Tempelhof) · Londen (ExCel Arena) |
| Voormalige circuits:   | Ad Diriyah · Berlijn (Karl–Marx–Allee) · Bern · Buenos Aires · Londen (Battersea) · Haiderabad · Hongkong · Kaapstad · Long Beach · Marrakesh · Miami (Biscayne Bay) · Misano · Montreal · Moskou · New York · Parijs · Peking · Portland · Puebla · Punta del Este · Putrajaya · Rome · Santiago (Parque Forestal) · Santiago (Parque O'Higgins) · Sanya · Seoel · Valencia · Zürich |